# 南市街道 (东阳市)
南市街道是中国浙江省金华市东阳市下辖的一个街道。面积83.8平方公里，下辖26个村委会。

## 行政区划
- 官清岭村、官清村、广丰村、大田头村、沧江村、西雅村、环柳村、陈宅村、紫溪村、山联村、高潮村、五一村、槐堂村、廿里牌村、南溪村、安儒村、横城村、后塘村、南峰村、后赵村、岘峰村、梨枫村、石盆村、西坞村、上朱村、贾宅村、26个村委会。